# Kurt Wachsmuth
Kurt Wachsmuth (født 27. april 1837 i Naumburg an der Saale, død 8. juni 1905 i Leipzig) var en tysk filolog og arkæolog.
Wachsmuth var professor ved universiteterne i Marburg, Göttingen, Heidelberg og Leipzig. Han udgav adskillige værker om klassisk filologi og oldtidskundskab, blandt andet Die Stadt Athen im Alterthum ( I II, 1, 1874-90).
Med historikeren og kulturhistorikeren Ernst Wilhelm Gottlieb Wachsmuth, som ligeledes underviste i Leipzig, er der ikke nogen tættere familierelation.

## Værker
- "De Timone Phliasio ceterisque sillographis graecis" (Leipzig 1859)
- "De Cratete Mallota" (1860)
- "Das alte Griechenland im neuen" (Bonn 1864)
- "Die Stadt Athen im Altertum" (Bd. 1, Leipzig 1874, Bd. 2, 1890)
- "Studien zu den griechischen Florilegien" (Berlin 1882)
- Ausgaben von "Lydus de ostentis" und den griechischen Kalendern (Leipzig 1863), des Stobäus (Berl. 1884, Bde.) u. der Sillographorum graecorum reliquiae" (Leipzig 1885).